# سیلندر (موتور)

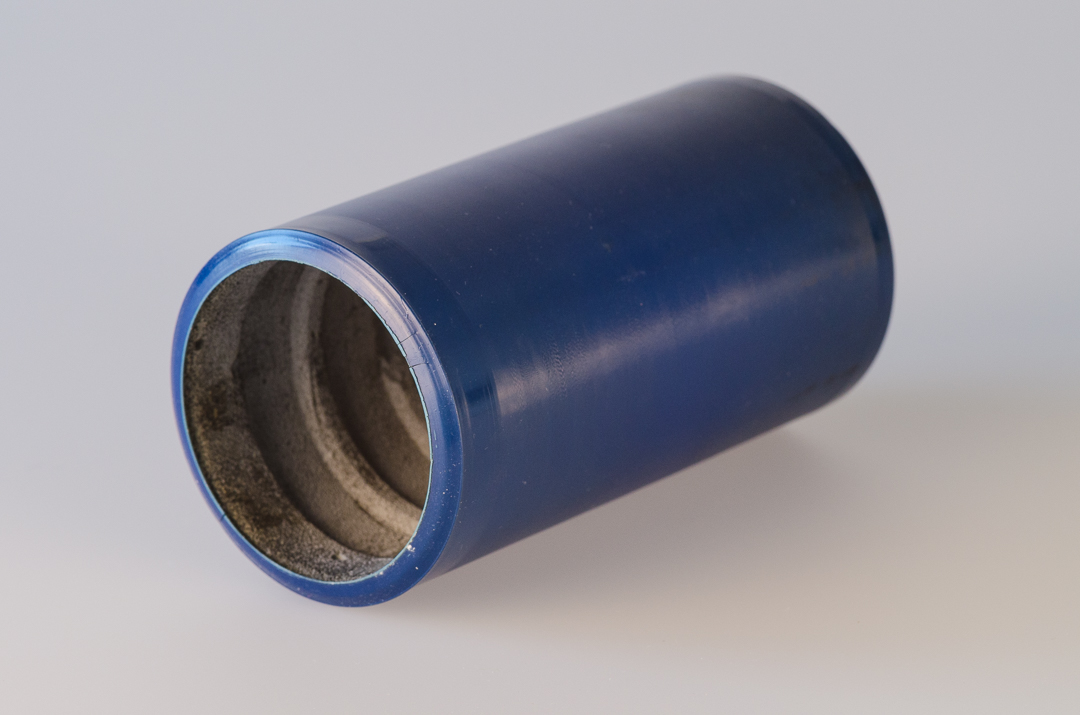
شکل استوانه ای سیلندر

سیلَندْر (به فرانسوی: Cylindre) یا استوانه، در موتورها و پمپ‌های رفت و برگشتی، فضایی استوانه‌ای است که پیستون در آن حرکت می‌کند. هر موتور، پمپ یا کمپرسور رفت و برگشتی، برای کارکرد نیاز به دست‌کم یک سیلندر دارد. معمولاً چند سیلندر در کنار یکدیگر و در بلوک سیلندر قرار می‌گیرند که با ریخته‌گری آلیاژهای آلومینیوم یا چدن ساخته شده و سپس ماشینکاری می‌شود. یک پیستون در داخل هر سیلندر توسط چند رینگ پیستون فلزی در شیار پیستون در اطراف سطح خارجی آن نصب شده، یک پیستون به‌طور معمول دو رینگ برای آب‌بندی فشاری و یک رینگ برای روغنکاری و برگشت دادن روغن دارد. این حلقه‌ها در نزدیکی تماس با دیواره‌های سیلندر سوار بر یک لایه نازک از روغن قرار دارند. وجود این حلقه‌ها برای جلوگیری از نشت روغن و سوخت و سایش و اصطکاک با سطح بادوام دیواره سیلندر ضروری است. 

شیوه کار سیلندر (سیلندر دو سوپاپِ یک شمع)

فضای بین پیستون و سیلندر، با استفاده از رینگ‌های پیستون که در شیارهایی بر روی سطح خارجی پیستون قرار می‌گیرند، آب‌بندی می‌شود تا از نشت هوا و سوخت در موتورهای درون‌سوز به بیرون از سیلندر و نشت روغن به داخل آن جلوگیری شود.

اصولاً هر موتور درون‌سوز برای تبدیل انرژی سوخت به انرژی مکانیکی حداقل به یک سیلندر نیاز دارد (اعم از موتورهای احتراق داخلی یا موتورهای احتراق خارجی) حتی قبل از سال ۱۷۰۰ میلادی موتورهایی ساخته شده بودند که دارای سیلندر بودند. اولین کاربرد واقعی و عملی سیلندر با اختراع اولین موتور بخار توسط جیمز وات در سال ۱۷۶۹ اتفاق افتاد. وی یک موتور بخار ساخته بود که از یک سیلندر و یک پیستون و یک چرخ طیار تشکیل شده بود. از آن تاریخ تا به امروز هر موتور احتراقی که ساخته شده‌است در ساختمان خود قسمت سیلندر را داشته‌است. شکل، اندازه، نحوه قرارگیری و آرایش سیلندرها و تعداد آنها در بلوک سیلندر با توجه به قدرت مورد نیاز و اندازه موتور متفاوت بوده‌است. 

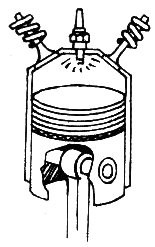
سطح مقطع سیلندر یک موتور، نشان‌دهندهٔ پیستون، شاتون، سوپاپ‌ها و شمع.